# Schoenolirion albiflorum
Schoenolirion albiflorum är en sparrisväxtart som först beskrevs av Constantine Samuel Rafinesque, och fick sitt nu gällande namn av Reginald Ruggles Gates. Schoenolirion albiflorum ingår i släktet Schoenolirion och familjen sparrisväxter. Inga underarter finns listade i Catalogue of Life.